# La-ba'shum
La-ba'shum de Uruk fue el octavo gobernante de Sumeria en la Primera Dinastía de Uruk (ca. siglo XXVI a. C.), según la Lista Real Sumeria.